# Самбор (князь Рюгена)
Самбор (нем. Sambor; ок. 1267 года, Рюген — 4 июня 1304 года, Рюген) — соправитель брата, Вислава III, князя Рюгена с 1302 по 1304 год, сын князя Вислава II и принцессы Агнессы Брауншвейг-Люнебургской.
В 1295 году Вислав II и его сыновья Вислав III и Самбор пытались наследовать земли бездетного герцога Мстивоя II Померанского, но попытка не удалась. В 1300 году Самбор помог крестоносцам в Померании занять окрестности Дарлово, Славны и Белогарда, а в 1302 году он изгнал чешских завоевателей с помощью крестоносцев.
После смерти отца, Самбор и Вислав III совместно правили княжеством, но отношения между ними были весьма напряженными. Самбор умер 4 июня 1304 года. Есть мнение, что он погиб, участвуя в боевых действий в соседних районах герцогства Померания.